# 네덜란드령 뉴기니의 문장

네덜란드령 뉴기니의 문장

네덜란드령 뉴기니의 문장은 네덜란드령 뉴기니의 뉴기니 의회에서 서뉴기니의 상징으로 제정한 문장이다. 오늘날 자유 파푸아 운동에서는 1971년 제정된 서파푸아의 국장을 대신 사용한다.

## 같이 보기
- 서뉴기니
- 서파푸아 공화국
- 서파푸아의 국장
- 아침별기